# 盖雷
盖雷（法語：Guéret，法語發音：[ɡeʁɛ]），法国中部城市，新阿基坦大区克勒兹省的一个市镇，也是该省的省会，下辖盖雷区，其市镇面积为26.21平方公里，2022年1月1日时人口数量为12,814人，是该省人口最多的城市，也是该省唯一一座人口数量超过1万的市镇，在所有法国城市中排名第740位。
盖雷位于克勒兹省中部偏西北，16世纪至法国大革命之间为马尔什行省的首府，现为克勒兹省的行政、经济、文化、商业中心。

## 地名来源
“盖雷”一名出现于公元7世纪，但其具体来源存在争议，当地文学家阿尔贝·多扎认为“盖雷”一名来源于当地的修道院；而历史学家埃内斯特·内格尔则认为该名来源于古法语，意为“无法耕种的地方”。

## 历史

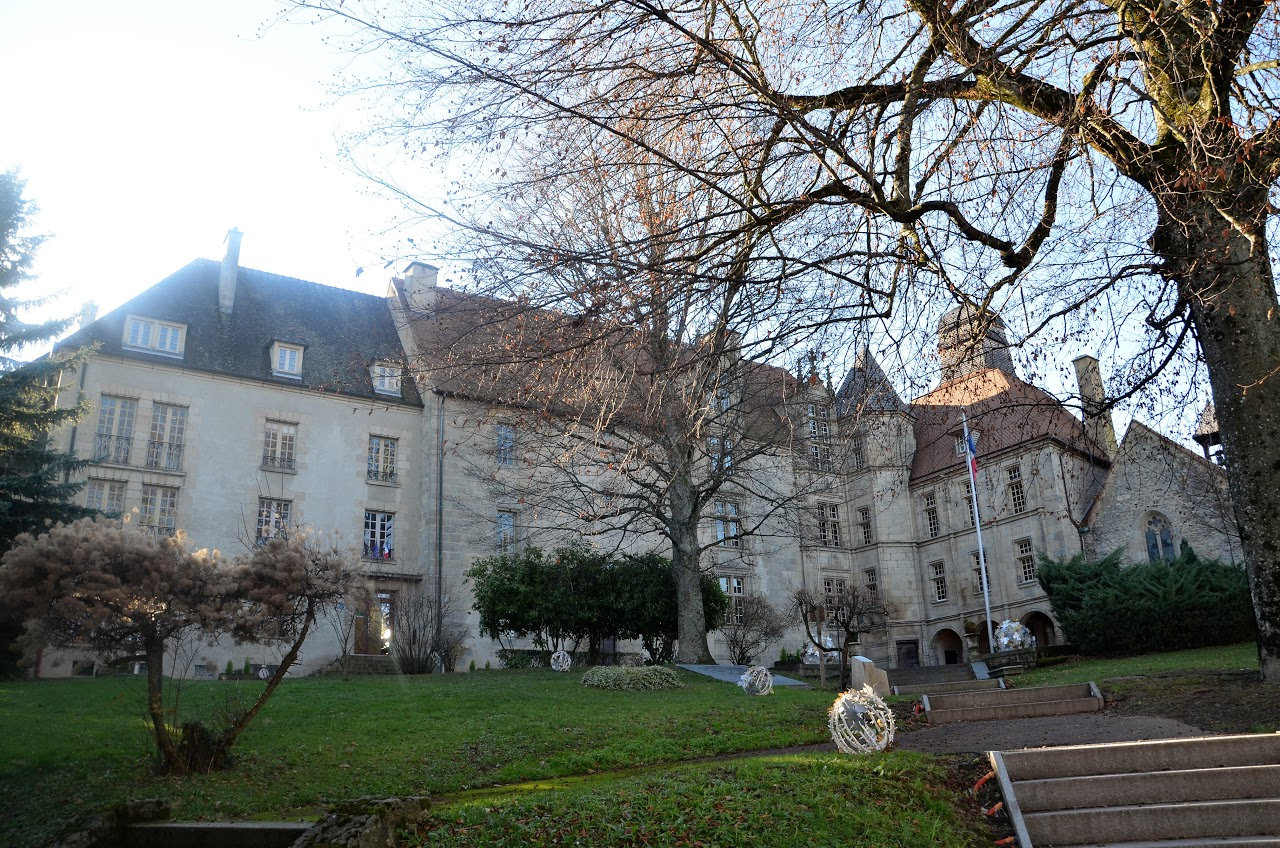
莱莫内鲁宅邸（马尔什行省政府）

盖雷地区最早的历史记载出现于公元7世纪末，彼时在利摩日主教朗塔里尤斯（Lantarius）的邀请下，天主教圣人巴尔杜在此地修建了修道院并成为院长。中世纪中期，维京人入侵这一地区并烧毁了多个村庄，而位于盖雷的修道院则奇迹般的幸免于难，并在战后逐渐形成城镇。1514年，盖雷成为马尔什行省的首府，当地农民曾于1705年发生暴乱以抗议法兰西王国的苛捐杂税。法国大革命结束后，盖雷成为克勒兹省的省会。1848年6月15日，盖雷再次发生以反对45分税为目的的阿然暴乱。自19世纪末开始，盖雷所在的克勒兹省出现了严重的人口外流，为了补充当地人口，法国总理米歇尔·德勃雷开启“克勒兹孩童”计划，在1964至1982年间将数千名来自留尼旺岛的未成年人迁移至这一地区，其中盖雷为主要安置地。

## 地理

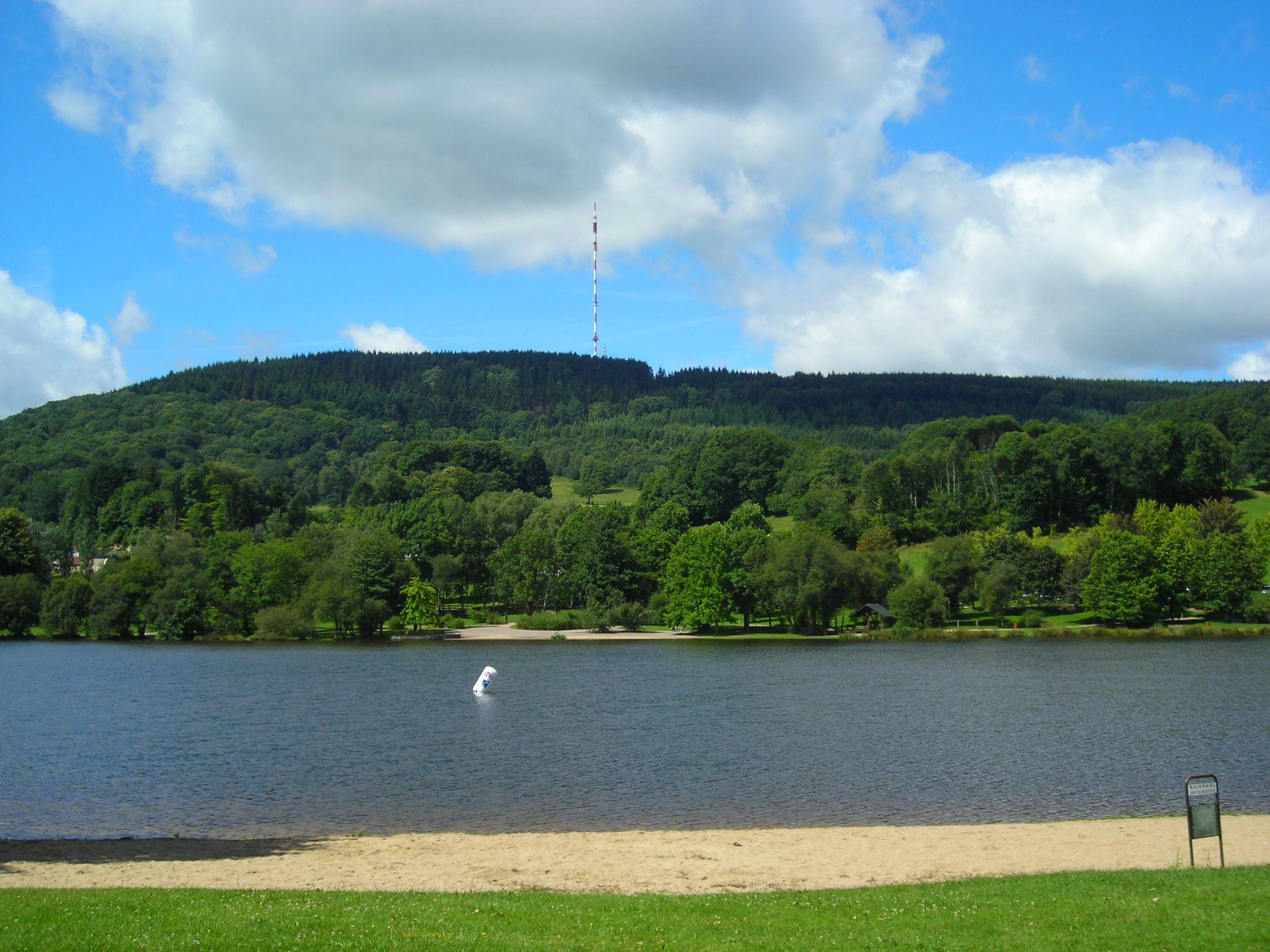
库尔蒂耶湖

盖雷位于法国中部，新阿基坦大区东北部和克勒兹省中部偏西北，距离大区首府波尔多大约291公里。与盖雷接壤的市镇包括：拉沙佩勒塔耶费尔、萨韦讷、圣克里斯托夫、圣费尔、圣菲耶勒、圣莱热勒盖雷图瓦、圣叙尔皮斯-勒盖雷图瓦。

### 地形
盖雷位于法国中央高原的西北部边缘，其附近的丘陵地区被称为“马尔什山脉”。境内以浅丘为主，南侧为盖雷山，其最高峰为莫皮山，整个盖雷全境海拔在350到685米之间。

### 水文
盖雷市区位于一处山岭之上，多条溪流发源于境内，均属于卢瓦尔河流域。市区西部有天然湖泊“库尔蒂耶湖”（Étang de Courtille），经过人工改造已成为当地重要的绿地公园。

### 气候
盖雷在柯本气候分类法中属于温带海洋性气候，但由于当地海拔相对偏高，故由呈现出一定的山地特征。
盖雷市区内设有一处气象站，以下为该气象站的数据：
| 盖雷1981年－2019年  | 盖雷1981年－2019年 | 盖雷1981年－2019年 | 盖雷1981年－2019年 | 盖雷1981年－2019年 | 盖雷1981年－2019年 | 盖雷1981年－2019年 | 盖雷1981年－2019年 | 盖雷1981年－2019年 | 盖雷1981年－2019年 | 盖雷1981年－2019年 | 盖雷1981年－2019年 | 盖雷1981年－2019年 | 盖雷1981年－2019年 |
| 月份                | 1月                | 2月                | 3月                | 4月                | 5月                | 6月                | 7月                | 8月                | 9月                | 10月               | 11月               | 12月               | 全年               |
| ------------------- | ------------------ | ------------------ | ------------------ | ------------------ | ------------------ | ------------------ | ------------------ | ------------------ | ------------------ | ------------------ | ------------------ | ------------------ | ------------------ |
| 历史最高温 °C（°F） | 17.5 (63.5)        | 22.2 (72.0)        | 24.9 (76.8)        | 29 (84)            | 30.4 (86.7)        | 35.9 (96.6)        | 34.8 (94.6)        | 38.6 (101.5)       | 31.2 (88.2)        | 28.6 (83.5)        | 23.7 (74.7)        | 16.7 (62.1)        | 38.6 (101.5)       |
| 平均高温 °C（°F）   | 6.9 (44.4)         | 8 (46)             | 11.6 (52.9)        | 14.6 (58.3)        | 18.7 (65.7)        | 22.6 (72.7)        | 24.3 (75.7)        | 24.2 (75.6)        | 19.9 (67.8)        | 16.1 (61.0)        | 10 (50)            | 6.8 (44.2)         | 15.3 (59.5)        |
| 日均气温 °C（°F）   | 3.8 (38.8)         | 4.5 (40.1)         | 7.2 (45.0)         | 9.8 (49.6)         | 13.8 (56.8)        | 17.3 (63.1)        | 19 (66)            | 18.9 (66.0)        | 15 (59)            | 12.2 (54.0)        | 6.8 (44.2)         | 4 (39)             | 11 (52)            |
| 平均低温 °C（°F）   | 0.7 (33.3)         | 1 (34)             | 2.7 (36.9)         | 5.1 (41.2)         | 8.8 (47.8)         | 12 (54)            | 13.6 (56.5)        | 13.5 (56.3)        | 10.2 (50.4)        | 8.3 (46.9)         | 3.7 (38.7)         | 1.1 (34.0)         | 6.7 (44.1)         |
| 历史最低温 °C（°F） | −12.1 (10.2)       | −17.1 (1.2)        | −14.5 (5.9)        | −4.3 (24.3)        | 0.2 (32.4)         | 4.5 (40.1)         | 6.4 (43.5)         | 5.4 (41.7)         | 0.4 (32.7)         | −4.1 (24.6)        | −9.3 (15.3)        | −11.9 (10.6)       | −17.1 (1.2)        |
| 平均降水量 mm（）   | 91.6 (3.61)        | 80.3 (3.16)        | 86.9 (3.42)        | 91.4 (3.60)        | 98 (3.9)           | 68.4 (2.69)        | 86.3 (3.40)        | 78.4 (3.09)        | 76.8 (3.02)        | 80.5 (3.17)        | 97.5 (3.84)        | 93.8 (3.69)        | 1,029.9 (40.55)    |
| 平均降水天数        | 13.4               | 12.3               | 10.8               | 12.9               | 12.7               | 10.1               | 9.6                | 8.7                | 10.1               | 12.4               | 13.6               | 12.5               | 139.1              |
| 月均日照時數        | 79.1               | 97.2               | 137.4              | 138.8              | 177.8              | 169.3              | 219.2              | 242.5              | 183.9              | 122.1              | 82.5               | 63.2               | 1,710.7            |
| 来源：infoclimat.fr |                    |                    |                    |                    |                    |                    |                    |                    |                    |                    |                    |                    |                    |

## 行政区划
盖雷是法国新阿基坦大区克勒兹省的一个市镇，编号为23096，它也是克勒兹省的省会。盖雷下辖盖雷区，管理盖雷第一县和第二县，同时也是大盖雷城市圈公共社区的办公驻地。
法国国家统计与经济研究所（简称）在进行数据统计时，将盖雷及相邻的圣菲耶勒设为盖雷城市核心区，并将包括核心区在内的周边共32个市镇划为盖雷城市区。
同时，还将盖雷市镇分为了5个“块区”（IRIS），以便于统计人口分布情况。

## 交通

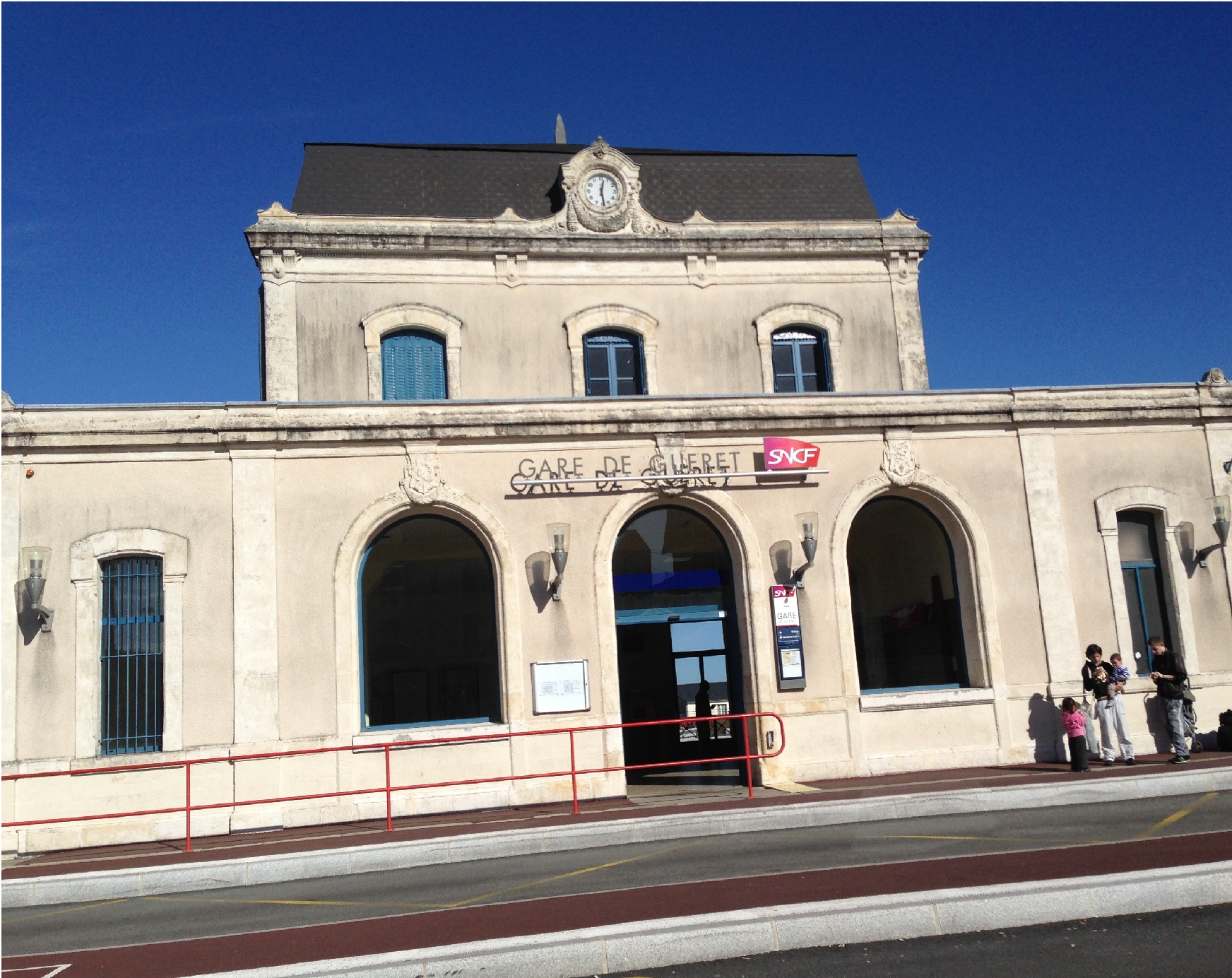
盖雷火车站

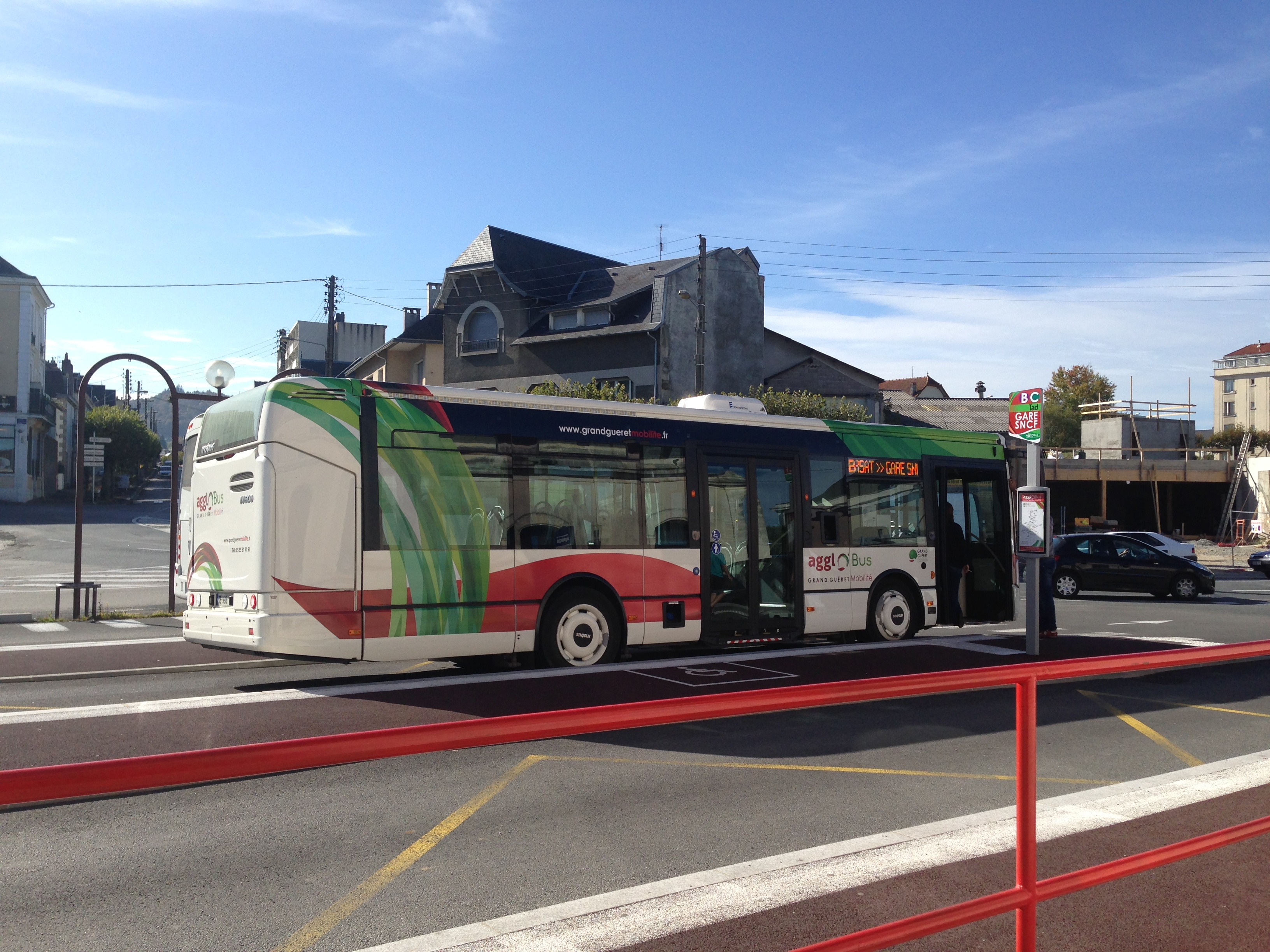
一辆停靠在火车站门口的盖雷公交

### 公路
法国国道N145线横贯盖雷市区北部，已于2011年完成快速化改造，通过三个出入口与市区相连，此外还有多条克勒兹省省道在盖雷境内交汇。
新阿基坦大区公共交通R15号线连接拉苏泰赖讷和费勒坦，其下属的城际客运则开行了多条可前往周边市镇的校车线路。
2016年，65.5%的盖雷家庭拥有至少一辆的私人汽车。2016年，盖雷境内共发生各类交通事故7起，造成8人受伤。

### 铁路
盖雷位于蒙吕松－圣叙尔皮斯-洛里埃尔铁路上，盖雷站位于市区北部，停靠往返于蒙吕松和利摩日之间的区域列车，其中一班可延伸至波尔多，此外该站还开行直达费勒坦的短途区域列车。

### 航空
蒙吕松-盖雷飞行场位于市区以东44公里处，该机场已于2000年停止了商业航班；距离盖雷最近的民用航空站为利摩日-贝勒加德机场，距离盖雷市中心的公路距离约95公里。

### 城市公共交通
盖雷城市公共交通（商业名称为）是当地的城市公交系统，截至2020年5月，该系统共包含7条常规公交线路、4条定制公交线路，同时提供无障碍人士服务。

## 政治

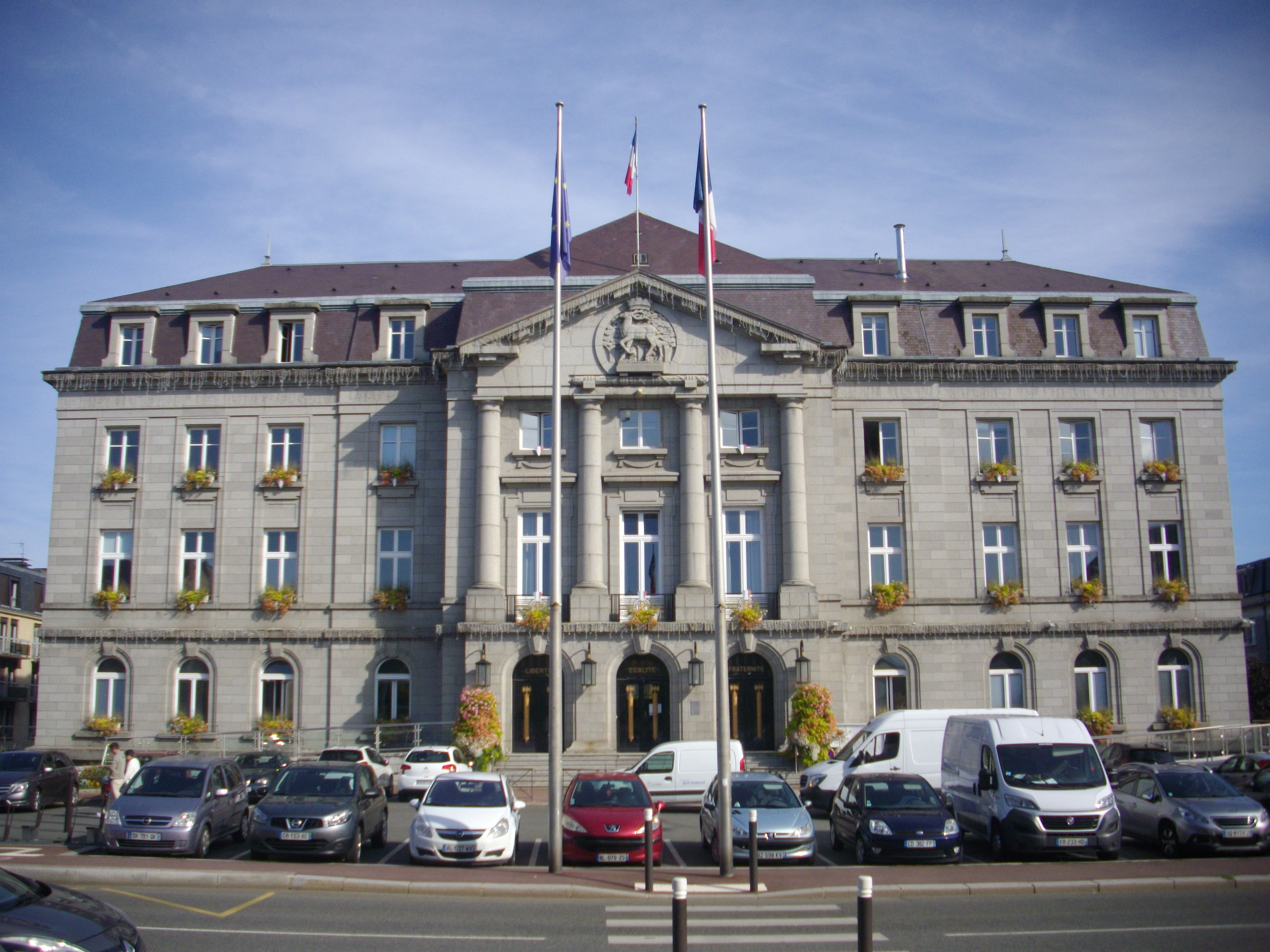
盖雷市政厅

盖雷的现任市长为玛丽-弗朗索瓦斯·富尼耶（Marie-Françoise Fournier）女士，她是一名左翼无党派人士，在2020年的市政选举中获得了35.68%的支持率。
在2017年的法国总统大选中，法国第25任总统埃马纽埃尔·马克龙在盖雷获得了75.27%的支持率。
| 盖雷历届市长   |                        |                   |
| 任期           | 市长                   | 党派              |
| 1944年－1953年 | 于贝尔·戈德里奥        | RAD激进党         |
| 1953年－1957年 | 朱尔·拉格朗日          | 不详              |
| 1957年－1965年 | 马塞尔·布吕内          | 不详              |
| 1965年－1970年 | 雷蒙·加代              | 不详              |
| 1971年－1973年 | 奥利维耶·德·皮埃尔堡   | UDR共和国保卫联盟 |
| 1973年－1977年 | 莫里斯·尚特雷勒        | UDR共和国保卫联盟 |
| 1977年－1978年 | 居伊·贝克              | PS社会党          |
| 1978年－1998年 | 安德烈·勒热纳          | PS社会党          |
| 1998年－2020年 | 米歇尔·韦尔尼耶        | PS社会党          |
| 2020年－       | 玛丽-弗朗索瓦斯·富尼耶 | DVG左翼无党派人士 |

## 人口
2017年，盖雷市镇人口数量为13,161，在法国排名第740位。其中男性6,144人，女性7,131人，75岁及以上人口占10.4%，外籍人口数量为562人，人口密度为502人/平方公里，当地居民被称为（男性）或（女性）。2018年，盖雷境内出生117人，死亡人口195人。
| 年份   | 1936  | 1946   | 1954   | 1962   | 1968   | 1975   | 1982   | 1990   | 1999   | 2006   | 2011   | 2016   | 2017   |
| ------ | ----- | ------ | ------ | ------ | ------ | ------ | ------ | ------ | ------ | ------ | ------ | ------ | ------ |
| 人口數 | 8,789 | 10,192 | 10,131 | 11,384 | 12,849 | 14,855 | 15,720 | 14,706 | 14,123 | 13,789 | 13,563 | 13,275 | 13,161 |

## 经济
盖雷是一个区域性的工商业城市，克勒兹省工商会的总部所在地，行政、社会服务及文化产业为当地主要的就业岗位类型。

## 财政收入
2018年，盖雷的财政收入总额为18,135,300欧元，财政支出总额为17,702,000欧元，当年的债务总额为15,557,000欧元。
2014年，盖雷的人均收入总额为2,400欧元，其中高职人员为3,962欧元，普通职员为1,761欧元。
2016年，盖雷境内的青壮年（15至64岁）失业率为16.7%，当地40.1%的家庭拥有纳税资格。

## 社会事务

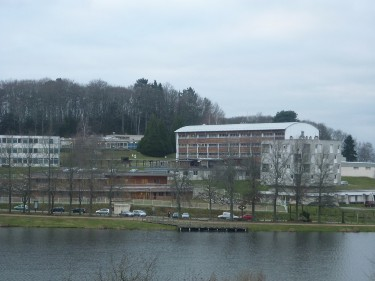
盖雷的一处高级中学

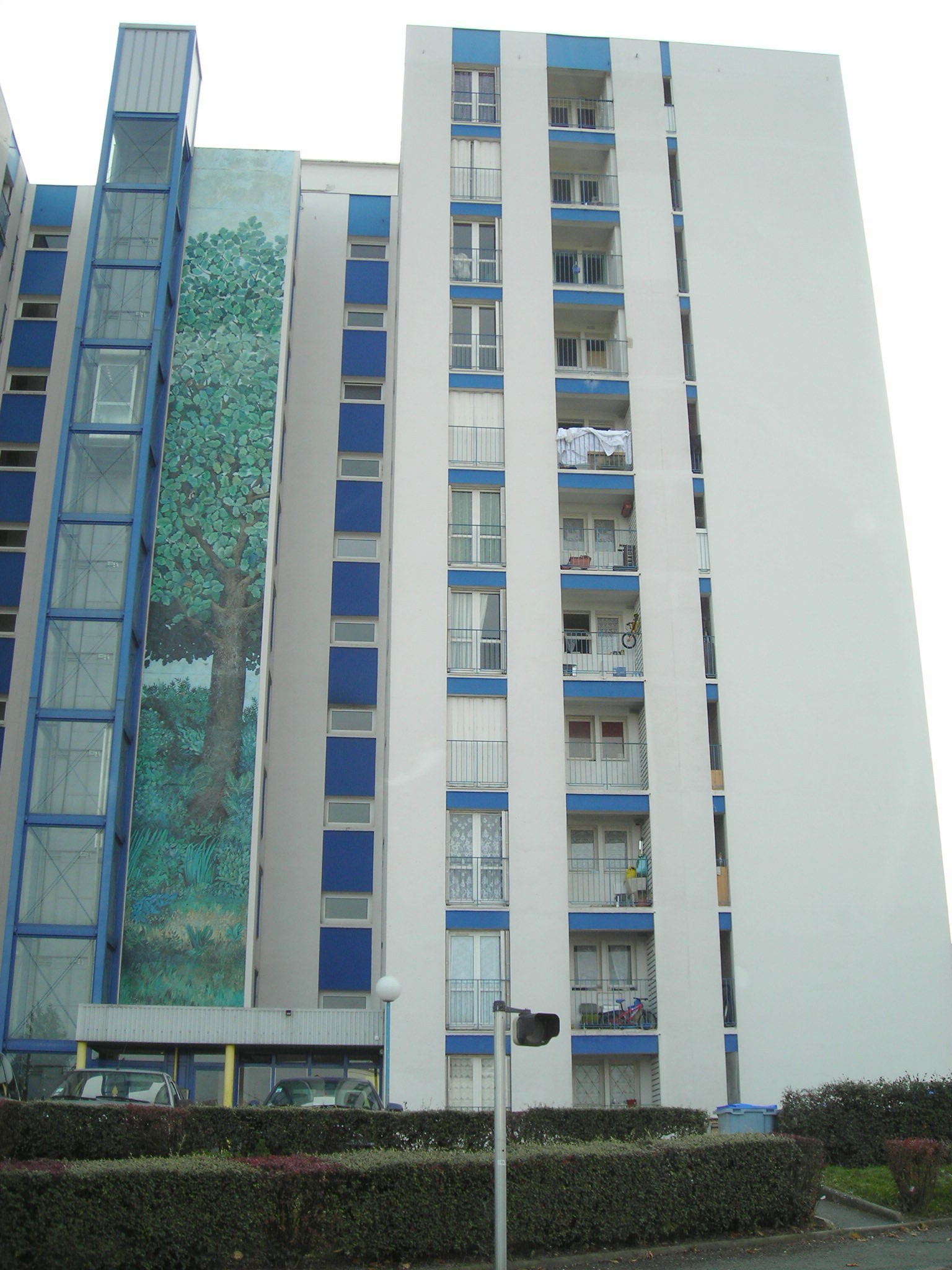
盖雷的一处现代居民楼

### 教育
盖雷属于利摩日学区。截止2018年1月1日，盖雷境内共有4所幼儿园、6所小学、2所初级中学和2所普通高级中学。2018至2019学年度，盖雷境内共有在校中小学生2,552名。
在高等教育方面，利穆赞应用技术学院（IUT de Limousin）在盖雷设有一处分校区，此外当地还有一所卫生学校和一所师范学校。

### 医疗
截止2018年1月1日，盖雷境内共有全科医生16名、保健师16名、牙医14名、护士29名、耳科医生2名、眼科医生3名、助产士1名、儿科医生1名和妇科医生3名。境内共有药房8家，养老院1家，残疾人帮扶中心6家。
盖雷中心医院（Centre Hospitalier de Guéret）位于盖雷市区，是当地规模最大的公立综合性医院，设有一个主病区和一个住院部。

### 住房
2016年，盖雷境内共有各类住房8,274套，其中84.3%为常住房屋。集中式居民区主要分布在市区中部，戴高乐大街附近。

### 商业
2017年，盖雷境内共有各类商铺799家，其中餐饮服务类384家。市区北部和东南部建有大型开放式商业街区。

### 体育
2018年，盖雷境内共有1家游泳池、6间健身房、3座综合体育场、12处网球场、1处马术场、7处足球或橄榄球场以及4处篮球或排球场。
盖雷体育俱乐部（ES Guéret）是当地的一支地方性足球队，2019至2020赛季参加区域性的足球联赛。

### 环境
盖雷的环境事务由其所属的公共社区负责。2017年，盖雷境内共有2家污染企业。

### 治安
2014年，盖雷及附近地区共发生各类案件724起，其中盗窃类案件431起，经济类案件84起，毒品交易类案件61起。

## 文化

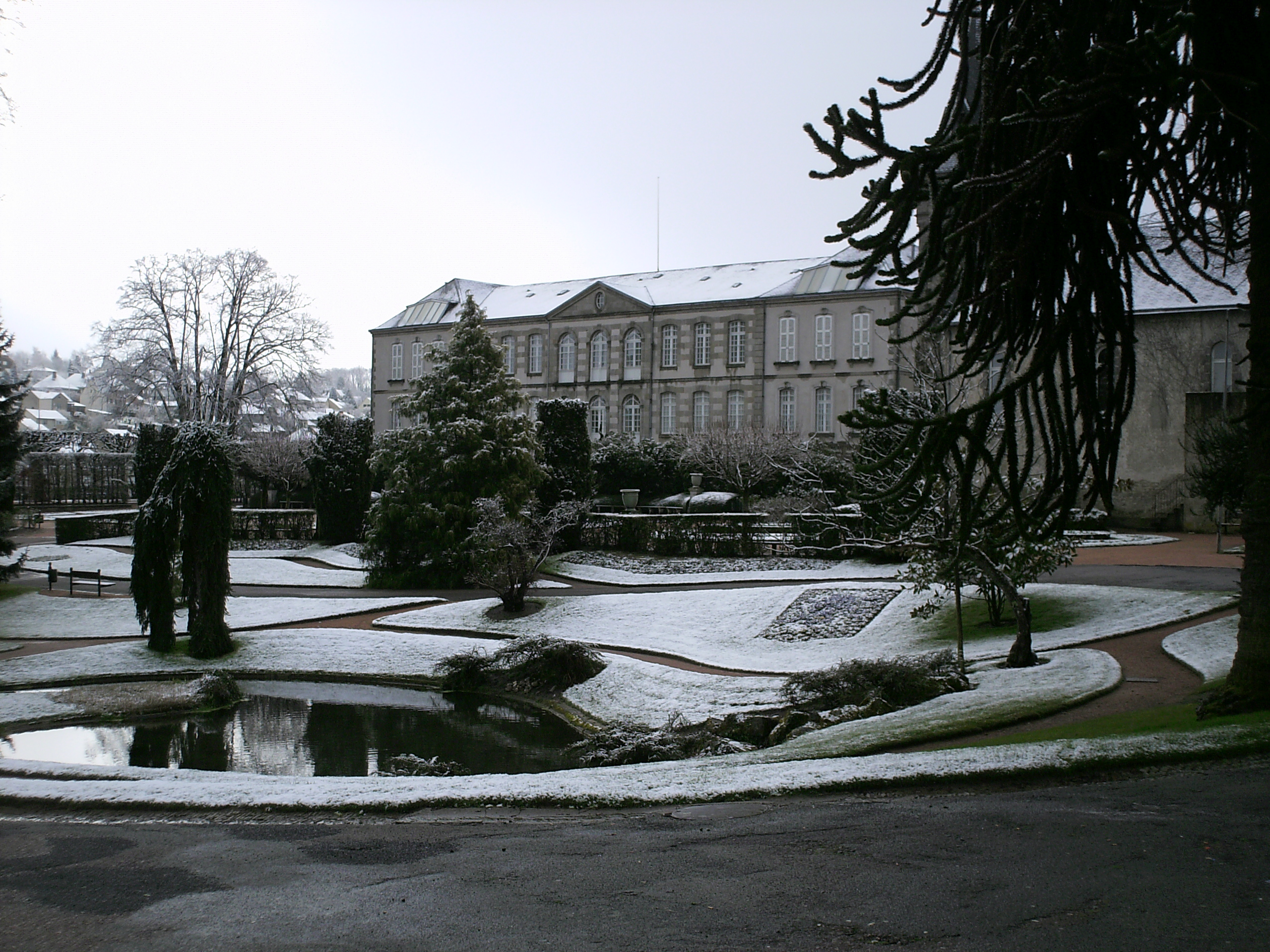
盖雷建筑艺术博物馆

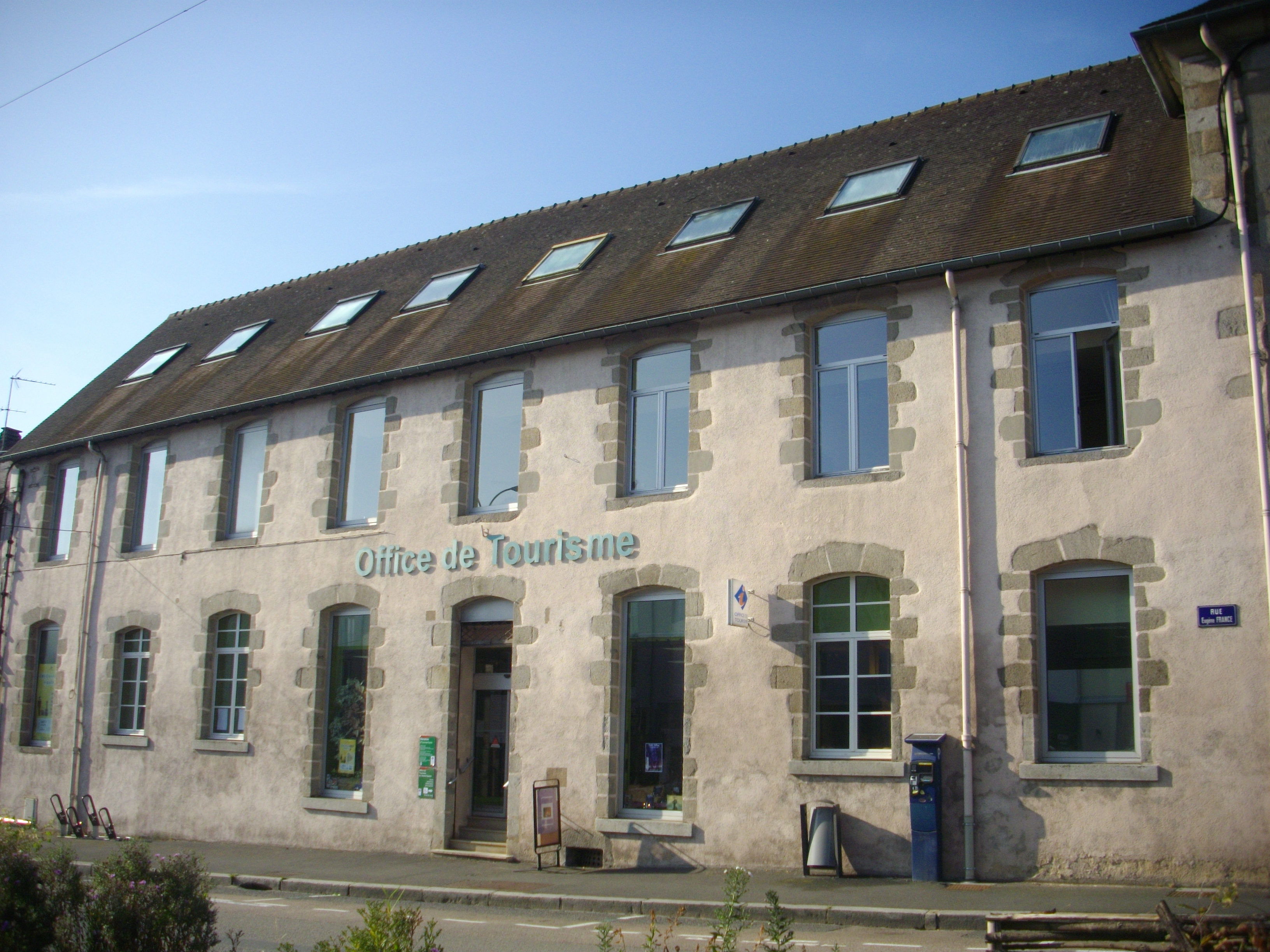
盖雷旅游局

2018年，盖雷境内共有1个剧场、1个电影院、1个博物馆和1个音乐厅。盖雷建筑艺术博物馆创建于1837年，是当地重要的公共文化设施。

### 建筑
盖雷境内有多处法国国家文物保护单位，其中圣皮埃尔-圣保罗教堂、莱莫内鲁宅邸等为当地的代表性建筑物。

### 旅游
2020年，盖雷境内共有5个宾馆共计205间房间；另有1个露营地，可容纳共67辆露营车。

### 媒体
法国主要的媒体均可在盖雷接收，法国电视三台下属的新阿基坦大区频道在部分时段播出盖雷所属区域的地方新闻。蓝色法兰西克勒兹分台的总部设于盖雷境内。

## 相关人物
法国历史和语言学家阿尔贝·多扎出生于盖雷。

## 友好城市
盖雷自1991年起与 德国施泰因互为友好城市关系。